# VIX
VIX es el código del oficialmente llamado Chicago Board Options Exchange Market Volatility Index (en español: índice de volatilidad del mercado de opciones PUT de Chicago).
En el momento en que hay alta volatilidad, el VIX alcanza una cifra elevada y se correlacionan con caídas del índice S&P 500, indicándonos que en el mercado hay miedo y pesimismo y suele coincidir con mínimos en el índice de referencia; es en estos momentos donde se producen fuertes movimientos en los mercados bursátiles, mientras que cuando el VIX está en mínimos, hay alegría y confianza. Se calcula utilizando una serie de opciones del S&P 500. Aunque existen otros índices de volatilidad, como son el VXN para el Nasdaq 100, el RVX para el Russell 2000 y el VXD para el Dow Jones Industrial Average, el VIX es el más famoso y utilizado.
La teoría de este indicador es que si el mercado es bajista, los inversores creen que el mercado va a caer, cubrirán sus carteras comprando más puts y por el contrario si los operadores son alcistas no comprarán puts, puesto que no verán la necesidad de protegerse. En definitiva, descuenta expectativas en un futuro cercano y en general funciona en sentido inverso al índice.

## Historia
Fue desarrollado en el año 1993 por el mercado de opciones de Chicago "Chicago Board Options Exchange" (CBOE). El 24 de octubre de 2008 alcanzó el nivel más alto de su historia en plena crisis financiera, con un nivel de 89,53.

## Cálculo
VIX muestra la volatilidad implícita de las opciones sobre el índice para un periodo de 30 días, para ello se calcula tomando el promedio ponderado de la volatilidad implícita de ocho opciones call y put OEX (opciones S&P 500).